# (1385) Gelria
(1385) Gelria est un astéroïde de la ceinture principale, découvert le 24 mai 1935 par Hendrik van Gent à Johannesburg. Ses désignations temporaires sont 1935 MJ, 1932 WP, 1932 WQ, 1936 SN, 1948 GJ, 1952 DM3 et 1958 OD.